# Одегова, Екатерина Михайловна
Екатерина Михайловна Одегова (род. 1984) — российский режиссёр.

## Биография
Екатерина Одегова в 2003 году с отличием окончила Музыкальный колледж имени П. И. Чайковского (Екатеринбург) по специальности «Теория, история музыки, музыкальная композиция».Продолжила образование на музыковедческом факультете Уральской государственной консерватории имени М. П. Мусоргского, параллельно занимаясь на факультете социальной психологии Гуманитарного университета, Екатеринбург. В 2014 окончила Российский университет театрального искусства (ГИТИС) по специальности «Режиссура музыкального театра».
В 2009—2015 — принимала участие в издании энциклопедии Михаила Мугинштейна «Хроника мировой оперы» (иконография).
2010—2020 — ассистент режиссёра, затем режиссёр-постановщик в Московском театре «Новая Опера» имени Е. В. Колобова.
Член жюри Национальной театральной премии «Золотая маска» в сезоне 2020—2021.
Член жюри театрального фестиваля «Красноярская весна» (2024).

## Творчество
В студенческие годы (2009—2014) осуществила дебют в качестве режиссёра-постановщика и драматурга: спектакль «Пастиччо для влюблённых» на музыку Дж. Б. Перголези и И. Ф. Стравинского (2012, Театр музыкальной комедии, Екатеринбург). Двойной успех продолжил спектакль «Интимный дневник» на музыку Л. Яначека. Он оригинально соединил струнный квартет композитора «Интимные письма» и вокальный цикл «Дневник исчезнувшего» (2014/2015, театр Новая Опера, Москва). Спектакль — лауреат премии Правительства Москвы в номинации «Лучший молодой режиссёр».
В последующие годы Одегова создает ряд постановок в театре «Новая Опера», завоевавших признание зрителей и критиков. Среди них: «Саломея» Р. Штрауса — номинант Национальной театральной премии «Золотая маска» в 6 номинациях, в том числе «лучшая работа режиссёра», «Фауст» Гуно — номинант «Золотая маска» в 7 номинациях, в том числе «лучшая работа режиссёра». В 2018 году престиж «Фауста» подтвердили гастроли и оценка прессы на фестивале «Святой Биргитты» в Таллинне. Успешную деятельность режиссёра развивают другие спектакли в Новой Опере: «Гензель и Гретель» Хумпердинка, «Поругание Лукреции» Бриттена — лауреат Российской оперной премии «Casta Diva» в номинации «Спектакль года» и номинант Национальной театральной премии «Золотая маска» в 4 номинациях, в том числе «Лучшая работа режиссёра». Поставленный впервые в России лауреат Российской оперной премии «Casta Diva» «Стиффелио» Верди вышел в 2024 на большие экраны страны (более 50 городов) в рамках масштабного проекта «Театр в кино». В этом же году Одегова реализовала редкую для России постановку «Похищения из сераля» Моцарта (Театр оперы и балета имени Пушкина Нижнего Новгорода).
Статус постановок Екатерины Одеговой подтверждают и престижные премии их участников. Художник Этель Иошпа — лауреат премии «Золотая Маска» за спектакль «Саломея» (2017). Певец Алексей Ставинский — лауреат премии «Золотая маска» за роль Мефистофеля в спектакле «Фауст» (2018). Певица Гаянэ Бабаджанян — лауреат премии «Онегин» за роль Лукреции в спектакле «Поругание Лукреции». Этой же премии удостоены Артём Гарнов за роль Иоканаана в «Саломее» и Дмитрий Пьянов за роль Ведьмы «Гензель и Гретель».

## Рецензии в СМИ
- «В Москве появилась „Саломея“ Рихарда Штрауса» (Ю. Бедерова. «Коммерсант»).[5]
- «На Крещенском фестивале Елена Стихина выступила в партии Саломеи» (И. Муравьева. «Российская газета»).[6]
- «Танатос пожирает Эроса» (М. Гайкович. «Независимая газета»).[7]
- «Между светом и тьмой: московская фаустиана продолжается…» (И. Шымчак. «Музыкальный клондайк».)[8]
- «Нехорошая квартира» и её обитатели" (М. Гайкович. «Независимая газета»).[9]
- «Фауст» в театре «Новая опера» полнится мотивами писателя Михаила Булгакова
- «Новая опера» полнится мотивами писателя Михаила Булгакова. (П. Поспелов. «Ведомости»).[10]
- «Гензеля и Гретель» в театре «Новая опера» украшают хоры ангелов и ведьма в партере (П. Поспелов. «Ведомости»).[11]
- В «Новой опере» удачно поставили оперу Бриттена «Поругание Лукреции» (П. Поспелов. «Ведомости»).[12]
- «Больше чем #MeToo» (Е. Бирюкова. ClassicalMusicNews.Ru).
- Оперу «Поругание Лукреции» Бриттена показали в рамках фестиваля «Видеть музыку» (Н. Потапова. «Независимая газета»).[13]
- «Опера „Стиффелио“ впервые поставлена в России» (Е. Бирюкова. «Коммерсант»).[14]
- Екатерина Одегова: «Верди уходит в сторону подробного изучения человеческой психологии уязвимости»[15]
- «Новая Опера открыла России „Стиффелио“ Верди» (М. Гайкович. «Независимая газета»).[16]
- «В Новой опере впервые в России поставили „Стиффелио“ Верди» (И. Муравьева. «Российская газета»).[17]
- «Что выбирают женщины, или остров vs офис» (Д. Морозов. «Играем с начала»).[18]
- «Коряга в раю» (М. Крылова. ClassicalMusicNews.Ru).[19]
- «Похищение из сераля» Моцарта как опыт постижения чувств (М. Гайкович. «Независимая газета»).[20]
- «Райская ночная серенада» (Е. Третьякова. «Петербургский театральный журнал»).[21]

## Интервью
- В «Главной роли» с Юлианом Макаровым на телеканале «Культура»; интервью Одеговой с Муравьёвой в «Российской газете»[22]
- Интервью Одеговой с Абаулиным в «Музыкальной жизни»[23]
- Интервью с Тавором на радио «Орфей»[24]
- Интервью с Гайкович[25]